# Prêmio Francqui
O Prêmio Francqui é um prêmio de ciências da Bélgica, concedido anualmente desde 1933 pela Fundação Francqui, em reconhecimento às conquistas de pesquisadores belgas com idade inferior a 50 anos. Homenageia Emile Francqui.
É dotado com € 150.000, concedido em um ciclo de três anos às áreas de ciências exatas, ciências sociais e ciências biológicas ou médicas.

## Laureados[1]
- 1933: Henri Pirenne
- 1934: Georges Lemaître
- 1936: Franz Cumont
- 1938: Jacques Errera
- 1940: Pierre Nolf
- 1946: François-Louis Ganshof
- 1946: Frans van den Dungen
- 1946: Marcel Florkin
- 1948: Léon Hugo Dupriez
- 1948: Marc de Hemptinne
- 1948: Zénon Bacq
- 1948: Pol Swings
- 1948: Jean Brachet
- 1949: Léon Rosenfeld
- 1950: Paul Harsin
- 1951: Henri Koch
- 1952: Florent Bureau
- 1953: Claire Préaux
- 1953: Étienne Lamotte
- 1954: Raymond Jeener
- 1955: Ilya Prigogine (Nobel de Química 1977)
- 1956: Louis Remacle
- 1957: Lucien Massart
- 1958: Léon Van Hove
- 1959: Gérard Garitte
- 1960: Christian de Duve (Nobel de Fisiologia ou Medicina 1974)
- 1961: Adolphe Van Tiggelen
- 1961: Jules Duchesne
- 1962: Chaïm Perelman
- 1963: Hubert Chantrenne
- 1964: Paul Ledoux
- 1965: Roland Mortier
- 1966: Henri-Géry Hers
- 1967: José J. Fripiat
- 1968: Jules Horrent
- 1969: Isidoor Leusen
- 1970: Radu Bălescu
- 1971: Georges Thines
- 1972: Jean-Édouard Desmedt
- 1973: Pierre Macq
- 1974: Raoul Van Caenegem
- 1975: René Thomas
- 1976: Walter Fiers
- 1977: Jacques Taminiaux
- 1978: Jacques Nihoul
- 1979: Jozef Schell
- 1980: Jozef IJsewijn
- 1981: André Trouet
- 1982: François Englert
- 1983: Alexis Jacquemin
- 1984: Désiré Collen
- 1985: Amand Lucas
- 1986: Marc Wilmet
- 1987: Jacques Urbain
- 1988: Pierre van Moerbeke
- 1989: Pierre Pestieau
- 1990: Thierry Boon
- 1991: Jean-Marie André
- 1992: Géry van Outryve d'Ydewalle
- 1993: Gilbert Vassart
- 1994: Éric Derouane
- 1995: Claude d'Aspremont Lynden
- 1996: Etienne Pays
- 1997: Jean-Luc Brédas
- 1998: Mathias Dewatripont
- 1999: Marc Parmentier
- 2000: Marc Henneaux
- 2000: Eric Remacle e Paul Magnette (Exceptional Francqui Prize for European Research)
- 2001: Philippe Van Parijs
- 2002: Peter Carmeliet
- 2003: Michel Van den Bergh
- 2004: Marie-Claire Foblets
- 2005: Dirk Inzé
- 2006: Pierre Gaspard
- 2007: François de Callataÿ
- 2008: Michel A. J. Georges
- 2009: Eric Lambin
- 2010: François Maniquet
- 2011: Pierre Vanderhaegen
- 2012: Conny Aerts
- 2013: Olivier De Schutter
- 2014 Bart Lambrecht
- 2015 Stefaan Vaes[2]
- 2016 Barbara Baert
- 2017 Steven Laureys
- 2018 Frank Verstraete
- 2019 Laurens Cherchye, Frederic Vermeulen, Bram De Rock
- 2020 Damya Laoui, Lieve Van den Block
- 2021 Michaël Gillon